# 今村大祐
今村 大祐（いまむら だいすけ、1982年5月12日 - ）は、鹿児島県出身のボディークリエイター、ウォーキング講師、文化人タレント。株式会社エキスパートナー所属。

## 指導実績

### 2012
- 吉村そら(ミス・ユニバース・ジャパン3位)

### 2013
- 竹村佳倫(ミス・ユニバース・ジャパン長崎代表)

### 2014
- 辻恵子(ミス・ユニバース日本代表(世界16位タイ))
- 山下ゆうこ(Best Body Japanグランプリ)
- 諸藤将次(プロゴルファー)

### 2015
- 宮本エリアナ(ミスユニバース日本代表(世界6位タイ))
- 小川麻衣子(Miss Global Beauty Queen日本代表)
- 塗木莉緒(TGA2015最多賞)
- 須田新葉(ミス・ユニバース・ジャパン福岡代表)
- 竹山悠(ミス・ユニバース・ジャパン鹿児島代表)
- 冨田彩紀子(ミス・ユニバース・ジャパン岩手代表)

### 2016
- 田中沙百合(ミス日本酒グランプリ)
- 若杉薫子(ミス・ユニバース・ジャパン長崎代表)
- 福島慶子(ミス・ユニバース・ジャパン福岡代表)
- 田中沙英(東京ボーイズコレクションシンデレラ総選挙グランプリ)
- 川上達郎(JUNON×MUJファイナリスト24)
- 申廉史(ボーイズアワード準グランプリ)
- 幸田星奈(ミスジャポングランプリ)
- 橋本祐里(ミスアクション準グランプリ)